# Eumegethes petroffi
Eumegethes petroffi är en fjärilsart som beskrevs av Andraes 1925. Eumegethes petroffi ingår i släktet Eumegethes och familjen mätare. Inga underarter finns listade i Catalogue of Life.